# Docky
Docky est un dock pour le bureau GNOME. À l'origine, Docky était un thème pour GNOME Do, avant de devenir une application autonome avec Docky 2.0.